# Sekta III
Sekta III (ang. The Skulls III) – kanadyjski filmowy dreszczowiec wyprodukowany w 2003 roku.

## Opis fabuły
Taylor Brooks, młoda i piękna studentka college'u, za wszelką cenę pragnie zostać pierwszą kobietą przyjętą w szeregi tajnego stowarzyszenia o nazwie Skulls. Zmuszona przez Brooks Rada przyjmuje ją do sekty. Wkrótce potem dziewczyna odkrywa prawdziwe oblicze tej organizacji, w której męska solidarność służy niecnym celom – korupcji, a nawet morderstwom. Taylor ogarnięta zostaje przez mroczny świat przestępstw, oszustw, zastraszeń i zabójstw.